# Una catena d'oro
Una catena d'oro (The Marriage Maker) è un film muto del 1923 diretto da William C. de Mille. La sceneggiatura si basa su The Faun or, Thereby Hangs a Tale, lavoro teatrale di Edward Knoblock, andato in scena in prima a New York il 16 gennaio 1911.

## Trama
Sylvani combina matrimoni: il primo tra Vivian Hope-Clarke e Cyril Overton, il ragazzo di cui la ricca ereditiera è innamorata; il secondo, convincendo il nobile ma squattrinato lord Stonbury a seguire il suo cuore, sposando l'amata Alexandra Vancy.

## Produzione
Il film fu prodotto dalla Famous Players-Lasky Corporation con il titolo di lavorazione Spring Magic.

## Distribuzione
Il copyright del film, richiesto dalla Famous Players-Lasky Corp., fu registrato il 26 settembre 1923 con il numero LP19454.
Distribuito dalla Paramount Pictures e presentato da Adolph Zukor, il film uscì nelle sale cinematografiche statunitensi il 30 settembre 1923. In Canada, fu presentato a Calgary, nell'Alberta, il 28 luglio 1924. La Famous Players distribuì nel 1925 il film in Italia con il titolo Una catena d'oro.
Non si conoscono copie ancora esistenti della pellicola che viene considerata presumibilmente perduta.